# شاوو اوداجیان
شاوارش "شاوو" اوداجیان (ارمنی: Շավարշ "Շավո" Օդաջյան؛ انگلیسی: Shavarsh "Shavo" Odadjian؛ زاده ۲۲ آوریل ۱۹۷۴ در ایروان) یک نوازنده ارمنی گیتار بیس در گروه سیستم آو ا داون است که از سال ۱۹۹۳ تا به امروز فعالیت می‌کند.
او به همراه والدین خود از جمهوری سوسیالیستی ارمنستان شوروی به ایالات متحده آمریکا مهاجرت کرد. به گفته خودش او در ایتالیا زندگی کرده. در زمان نوجوانی پدر و مادرش برایش یک گیتار الکتریک و یک آمپلی فایر می‌خرند و از آن زمان شروع به نواختن می‌کند. او در یک کنسرت ، به متال علاقه پیدا می‌کند.
اوداجیان همچنین به کارگردانی و تدوین ویدیوهای موسیقی هم برای سیستم آو ا داون مبادرت کرده است کمه شامل آرتژیا، سمی بودن، سؤال!، هیپنوتیز، و تاپ روت بوده است.

## اوایل زندگی
شاوو اوداجیان در ایروان ارمنستان (در آن زمان بخشی از جمهوری سوسیالیستی شوروی ارمنستان) به دنیا آمد. اوداجیان در سن بسیار کم به لس آنجلس نقل مکان کرد. او در مدرسه ابتدایی الکس پیلیبوس در لس آنجلس که یک مدرسه محلی ارمنی است، همراه با هم گروه های آینده دارون مالاکیان و سرج تانکیان تحصیل کرد، اگرچه در آن زمان به دلیل فاصله سنی با هم آشنا نبودند. شاوو در دوران جوانی خود اظهار داشت که او بیشتر وقت خود را صرف اسکیت بورد و گوش دادن به موسیقی پانک راک و هوی متال می کرد. از جمله، او مرده کندی ها، بوسه،قاتل، بیتلز و بلک سابث را به عنوان گروه‌های مورد علاقه‌اش می‌داند و بیشترین تأثیر را بر پیشرفت موسیقی و حرفه‌اش داشته است.

## فعالیت‌های هنری و موسیقایی
شاوو اوداجیان علاوه بر نوازندگی گیتار بیس در گروه سیستم آو ا داون، در زمینه‌های دیگری نیز به فعالیت‌های هنری و موسیقایی پرداخته است.

### همکاری با هنرمندان دیگر
او با هنرمندان و گروه‌های دیگری نیز همکاری داشته و در پروژه‌های موسیقایی مختلفی شرکت کرده است. او همچنین در پروژه‌های جانبی سیستم آو ا داون نیز مشارکت داشته است.

### فعالیت در زمینهٔ کارگردانی و تدوین
همان‌طور که در متن اصلی ذکر شد، اوداجیان به کارگردانی و تدوین ویدیوهای موسیقی نیز مبادرت کرده است. این امر نشان‌دهندهٔ علاقهٔ او به جنبه‌های بصری و هنری موسیقی است.

### فعالیت‌های جانبی
شاوو اوداجیان علاوه بر فعالیت در سیستم آو ا داون، در پروژه‌های موسیقی دیگری نیز شرکت داشته‌است. برای مثال او در پروژه نورث کینگزلی نیز حضور دارد.

## زندگی شخصی
وی با سونیا اوداجیان ازدواج کرده است و صاحب سه فرزند می‌باشد.

## نگارخانه

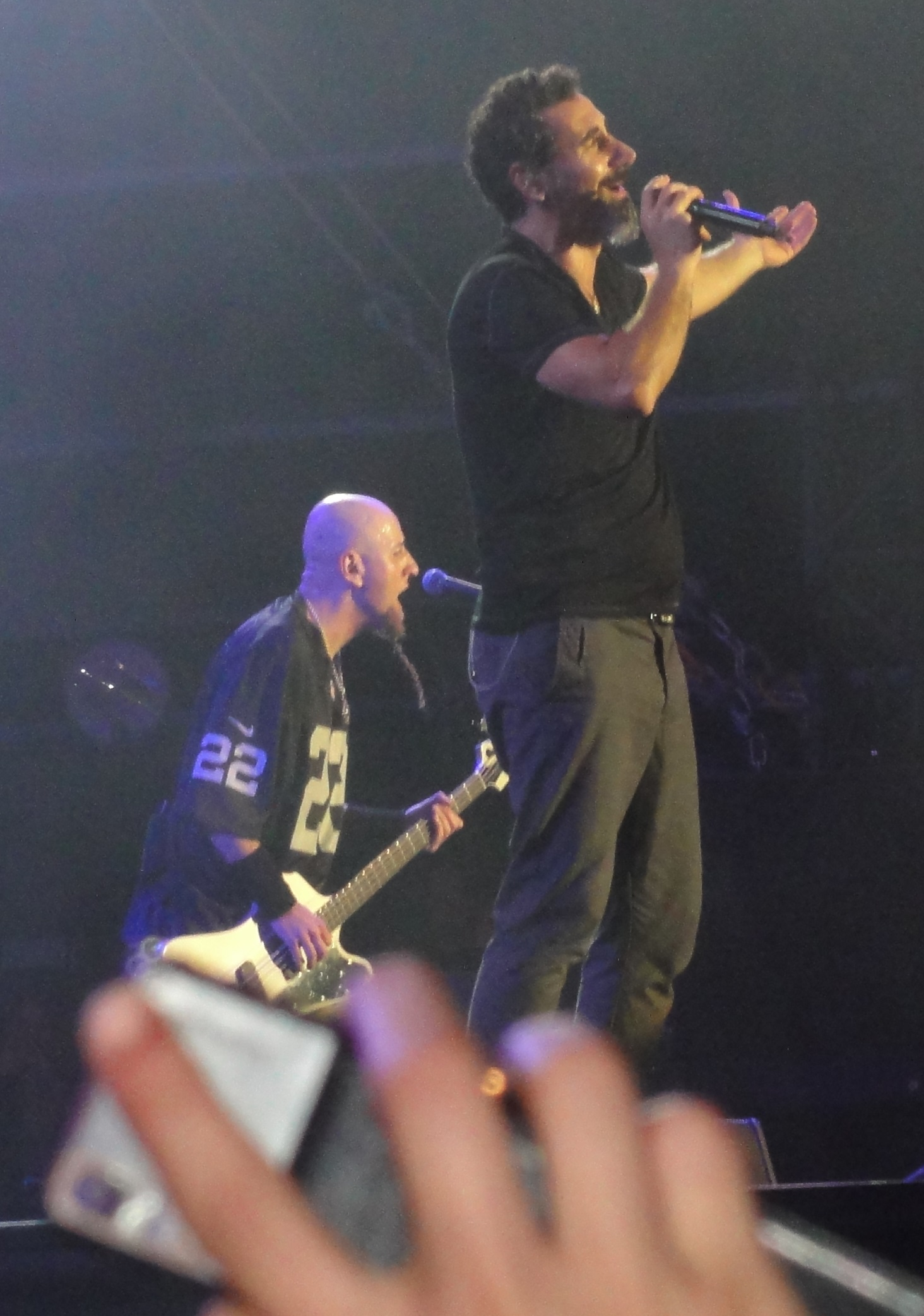
اوداجیان (چپ) همراه سرژ تانکیان در یک شوی 2013 System of a Down در پاریس
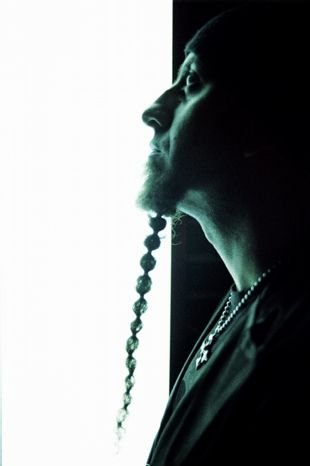
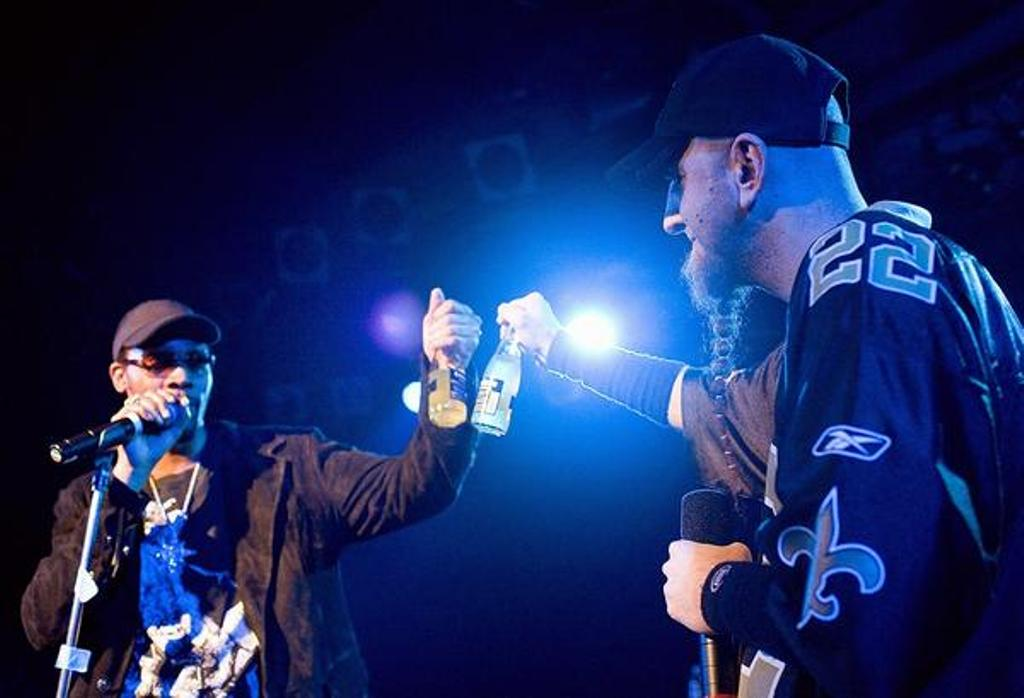
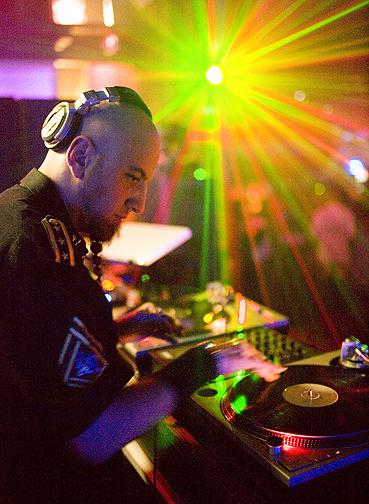
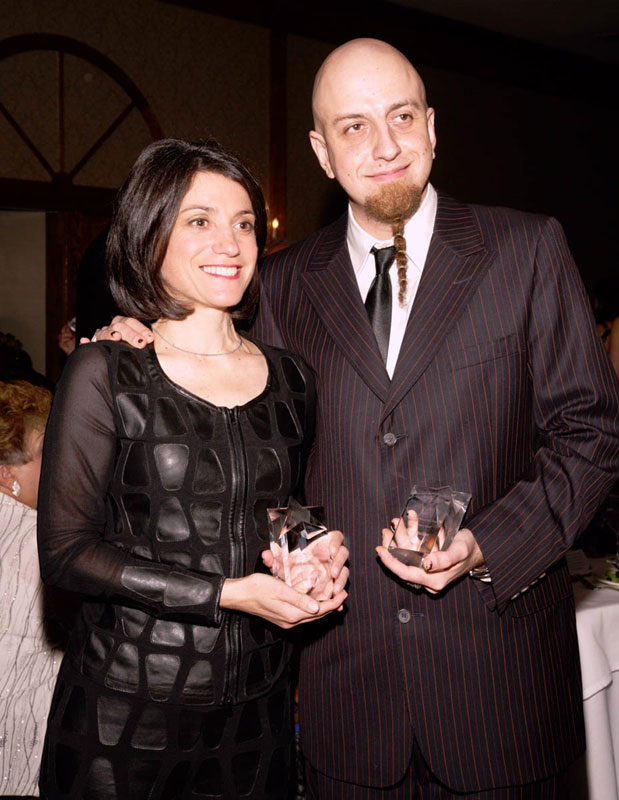
Odadjian accepting GenNext's "Community Hero Award"